# Магдалена Мельцаж
Магдалена Мельцаж (Магда Мельцаж, пол. Magdalena Mielcarz, *3 березня 1978, Варшава) — польська акторка та модель.

## Біографія
Народилась 3 березня 1978 року у Варшаві.
Як акторка дебютувала в 11-річному віці (1989 рік) у телевізійному міні-серіалі для дітей. Навчалася на факультеті журналістики і політичних наук Варшавського університету.

## Фільмографія
- 2009: Тарас Бульба (Ельжбета).
- 2009: BrzydUla (Юлія)
- 2008: Kierowca (Катаржина)
- 2007: Fałszerze - powrót Sfory (Оля)
- 2005: Solidarity (Дорота)
- 2004: Cena pożądania (Ева)
- 2003: Fanfan Tulipan, Henriette de France
- 2001: Quo vadis, Ligia Kallina
- 1989: Paziowie, królewna Jadwisia